# Alexandre II (roi de Macédoine)
Pour les articles homonymes, voir Alexandre II et Alexandre de Macédoine.
Alexandre II (en grec ancien : Ἀλέξανδρος / Aléxandros), mort assassiné en 368 av. J.-C., est un roi de Macédoine de la dynastie des Argéades qui règne de 370 à 368 av. J.-C.
Il succède à son père, Amyntas III. Il est le frère de Philippe II.

## Biographie
Alexandre II est le plus âgé des trois fils dAmyntas III et d'Eurydice. Bien que déjà majeur, Alexandre est encore jeune lorsqu’il accède au trône, ce qui amène de graves difficultés dès son avènement. La Macédoine est immédiatement attaquée conjointement au nord-est par les Illyriens et à l’est par un prétendant nommé Pausanias. Ce dernier capture rapidement plusieurs villes ainsi que la reine mère qui se trouve alors dans son palais de Pella avec ses plus jeunes fils. Alexandre II peut finalement vaincre ses ennemis grâce à l’aide du général athénien Iphicrate qui remonte la côte de Macédoine jusqu’à la ville d’Amphipolis qu’il reprend.
Par la suite, Alexandre II intervient dans une guerre civile en Thessalie. Il prend le contrôle de Larissa et de quelques autres cités et, malgré sa promesse, y installe des garnisons ce qui provoque une réaction hostile de Thèbes, puissance militaire dominante de la région à cette époque. Le général thébain Pélopidas rejette les Macédoniens hors de la Thessalie et neutralise Alexandre II en encourageant les ambitions de son beau-frère Ptolémée d'Aloros. 
Finalement, Alexandre doit abandonner son alliance avec Athènes en faveur de Thèbes. Pour sceller cette alliance, le roi doit fournir à Thèbes un certain nombre d’otages, dont son jeune frère Philippe. Alexandre II est assassiné pendant des festivités sur l’ordre de Ptolémée d'Aloros. Son frère Perdiccas III devient le nouveau roi en titre mais Ptolémée est nommé régent en raison du jeune âge du roi.